# Mercat de Flix
El Mercat de Flix és una obra del municipi de Flix (Ribera d'Ebre) inclosa en l'Inventari del Patrimoni Arquitectònic de Catalunya.

## Descripció
Situat dins del nucli urbà de la població de Flix, a la plaça del Mercat i delimitat pel carrer del Mercat, de Francesc Macià i del President Companys.
És un edifici aïllat de planta rectangular, format per tres cossos adossats, amb les cobertes d'un i dos vessants de teula. Majoritàriament, les obertures de les façanes curtes són d'arc de mig punt bastides en maons. Presenten una gran obertura al mig, des d'on s'accedeix a l'interior, que està emmarcada per dos finestrals, més dues finestres ubicades als cossos laterals. Les façanes llargues també presenten accessos de mig punt bastits en maons, situats al centre dels paraments. La resta d'obertures es corresponen amb finestres amb els emmarcaments arrebossats, organitzades en grups de tres. Totes les façanes presenten un gran sòcol format per un placat de pedra. La resta dels paraments estan arrebossats i pintats.